# Huainanzi

Huainanzi (chinês: 淮南子, pinyin: Huáinánzǐ, Wade–Giles: Huai-nan Tzu, lit. ‘Os Mestres/Filósofos de Huainan’) é um livro clássico da filosofia chinesa, escrito na dinastia Han. O texto também é conhecido como Huainan Honglie (chinês: 淮南鸿烈, lit. ‘O Grande Resplendor de Huainan’). Foi escrito sob o patrocínio de Liu An, rei de Huainan.

## O livroHuainanzi
Este livro é uma coleção de ensaios, resultado dos debates literários e filosóficos entre Liu An e diversos sábios convidados a sua corte, especialmente os conhecidos como oito imortais de Huainan.
A obra reúne conceitos do Taoismo, do Confucionismo e do Legismo, apresentando princípios teóricos fundamentais da filosofia chinesa, como a relação de Yin Yang e a teoria dos cinco elementos.  
A data em que foi composto o Huainanzi é mais precisa que a datação da maioria dos textos chineses antigos. Tanto o Livro de Hã como os Registros do Grande Historiador registram que, em 139 a.C., Liu An visitou seu sobrinho, o imperador Wu de Han, oportunidade em que o presenteou com uma cópia do livro em vinte um capítulos que acabara de completar.
O Huainanzi é uma eclética compilação com capítulos ou ensaios que tratam de temas diversos como mitologia, história, astronomia, filosofia, ciência, metafísica, natureza e política.
O livro discute diversas escolas de pensamento pré-Han, especialmente o Taoismo.
Traz mais de oitocentas citações de textos clássicos chineses.